# Giuliano Ghelli
Giuliano Ghelli (Firenze, 10 maggio 1944 – San Pancrazio, 15 febbraio 2014) è stato un pittore e scultore italiano. Autodidatta, la sua ricerca parte dall’informale per poi ispirarsi alla Pop art e al Surrealismo in forme figurative. Visse e operò nel Chianti fiorentino. Nel 2015 il Museo Civico di San Casciano Val di Pesa è stato intitolato a Giuliano Ghelli.

## Biografia
Da adolescente studia presso i Salesani. Un incontro nel 1962 con il pittore Alfredo Picchi lo porta a frequentare la Galleria Numero di Fiamma Vigo a Firenze. Ghelli scopre così un centro frequentato da artisti e intellettuali fra i quali Gian Carlo Oli, Eugenio Miccini, Piero Santi, e Luigi Baldacci. 
Ghelli esordisce nel 1963, ospite della Galleria Numero di Milano, con due quadri all'interno di una collettiva di otto artisti. Espone a seguire nelle gallerie di Vigo a Venezia e Firenze fino ai fine anni sessanta. 
Nel 1972 Ghelli firma un contratto con la galleria Sangallo di Firenze; l'anno seguente vince una borsa di studio indetta dal Comune di Firenze per giovani artisti e stringe amicizia con il fotografo d’arte Stefano Giraldi, i cui ritratti di Ghelli appaiono in diversi cataloghi e pubblicazioni del periodo.
Nel febbraio 1974 l’artista inaugura la sua prima personale a Milano presso la galleria Nuovo Sagittario. Il mese dopo tiene la sua prima personale all’estero, presso la Facoltà di Lettere (Maison des Lettres) dell’Università di Parigi. Sempre nel ‘74 Ghelli esordisce nel nord Europa con una mostra in Lussemburgo.
Nel 1974 Ghelli pubblica Il Portapaesaggi con testi di Lara Vinca Masini.
Nel 1975 le opere di Ghelli sono esposte a New York presso il Queens College e nei primi mesi del 1976 a Los Angeles presso la Bernstein Gallery. Sempre nel 1975 Ghelli partecipa con tre dipinti alla X edizione della Quadriennale nazionale d'arte di Roma.
Al suo linguaggio simbolico di colline, robot, numeri e segnaletiche degli anni settanta l'artista integra buste, case, cipressi.
Nel 1990 Ghelli dà l’avvio a un ciclo pittorico ispirato a Leonardo da Vinci che culmina nell’ottobre del 1992 con una personale del titolo In Viaggio con Leonardo, organizzata dal Comune di Milano nella Sala del tesoro del Castello Sforzesco.
Dal 2002 l'artista collabora con il critico d'arte Maurizio Vanni, con cui realizza mostre e progetti fra le quali L'eco del sogno (2002) e Il cappello e la creatività (2005). Ed è con Vanni che Ghelli pubblica la monografia Giuliano Ghelli - Le vie del tempo (2005).
Nel 2009 fu incaricato dal Comune di Siena di realizzare il Palio del 16 agosto, dedicato alla canonizzazione di Bernardo Tolomei, vinto dalla Contrada Priora della Civetta.
vinto dalla Civetta

### L’Esercito di Terracotta
Costituito da circa cinquanta busti femminili alti 25 cm (successivamente viene realizzata una nuova serie di 45 busti alti 75 cm, fra i quali quattro “sentinelle” maschili alti 93 cm), l'Esercito di Terracotta di Ghelli nasce dall’idea di portare la pratica di decorare manichini di sartoria su forme di argilla fresca su cui l’artista interviene con incisioni, timbri e forme applicate. Seguito le prime esposizioni (dal 2004) l’opera viene paragonata in alcuni testi critici all’antico esercito di terracotta ritrovato a Xi’an, a cui Ghelli replica “a me gli eserciti piacciono solo di terracotta”.

## Eredità
Nel dicembre del 2007 viene costituita la Fondazione Giuliano Ghelli a Poppi (AR) nel Casentino toscano, luogo di nascita dei genitori dell’artista, 
Nel 2015 i fratelli di Ghelli fondano l’Archivio Giuliano Ghelli, dedicato all’opera completa dell’artista. L’Archivio Ghelli si interessa dello studio e esposizione dell'opera completa dell'artista, oltre alla conservazione e gestione di opere lasciate in eredità e della certificazione e catalogazione di opere in collezioni private.

## Esposizioni collettive
- 1967 Sassoferrato (AN), XVII edizione del Premio Internazionale di Pittura “G. B. Salvi”
- 1969 Bologna, Museo Civico, Proposta per una manifestazione
- 1972 Venezia, galleria Numero, 100 Artisti per il Vietnam
- 1973 Firenze, galleria Sangallo, Adami, Matta, Vasarely, Alinari, Ghelli, Sarri
- 1974 Mentone, X Biennale Internationale d’Art; Bruxelles, Centre Culturel D’Auderghem
- 1975 Roma, X Quadriennale nazionale d'arte di Roma, La nuova generazione
- 1993 Malmö, Svezia, I ponti di Leonardo
- 2005 Mosca (Russia), M’ARS Contemporary Art Museum, Il cappello e la creatività; Francoforte sul Meno (Germania), DIE GALERIE, Figurative Kunst aus Italien
- 2006 Mosca (Russia), M’ARS Contemporary Art Museum, The Sun the Moon and the Theory of Opposites; Firenze, Centro di Cultura Contemporanea Strozzina, Rifiuti Preziosi Il Nouveau Réalisme e la cultura contemporanea
- 2010 San Miniato, Palazzo Inquilini

## Riconoscimenti
Nel 2006 è premiato con la Vela d’oro della critica alla 51ª edizione della Rassegna di pittura Marina di Ravenna.
Nel 2013 riceve il Gonfalone d’Argento, massimo riconoscimento del Consiglio Regionale della Toscana.
Sempre nel 2013 viene nominato Commendatore dell’Ordine al Merito della Repubblica Italiana.
Il 10 maggio 2015 il Museo Civico di San Casciano Val di Pesa viene intitolato a Giuliano Ghelli.

## Ghelli in musei e collezioni
Museo della Contrada Priora della Civetta, Siena.
Museo archeologico di Massa Marittima e Complesso museale di San Pietro all'Orto, Massa Marittima (GR).

## Libri
Lara-Vinca Masini, Giuliano Ghelli, Il Portapaesaggi, 1974.
Claudio Nobbio, Stefano Giraldi, Sergio Staino, Giuliano Ghelli, Eclisse Parziale, 1998, Firenze, City Lights Italia.
Marina Nordera, La Bella addormentata nel bosco, raccontata da Patrizia Veroli e illustrata da Giuliano Ghelli, 2003, Palermo, L’Epos società editrice.